# Oscar Lorenzo Fernández
Oscar Lorenzo Fernández (Río de Janeiro (Brasil), 4 de noviembre de 1897 - ibíd., 27 de agosto de 1948) fue un compositor brasileño.

## Biografía
Fernández estudió en el Instituto Nacional de Música, siendo alumno de Antônio Francisco Braga, Frederico Nascimento y Henrique Oswald. En 1923, Nascimiento se enfermó de gravedad y Fernández fue nombrado como su substituto temporal en la cátedra de armonía. Dos años más tarde, fue nombrado permanentemente en el puesto. En 1936, fundó el Conservatório Brasileiro de Música en Río de Janeiro, el cual dirigió hasta su muerte.
Fernández compuso Malazarte, una ópera en tres actos con un libreto de Graça Aranha. Para su estreno en el Teatro Municipal de Río de Janeiro en 1941, el libreto fue traducido al italiano. En 1941, Fernández extrajo una suite de tres movimientos de la ópera. Además de esta ópera, Fernández también compuso un ballet, dos sinfonías, cinco poemas sinfónicos, dos suites para orquestra, un concierto para piano y otro para violín, cerca de 80 composiciones para piano y 36 canciones.